# (39726) Hideyukitezuka
(39726) Hideyukitezuka est un astéroïde de la ceinture principale.

## Description
(39726) Hideyukitezuka est un astéroïde de la ceinture principale. Il fut découvert le 10 novembre 1996 à Nanyo par Tomimaru Okuni. Il présente une orbite caractérisée par un demi-grand axe de 2,53 UA, une excentricité de 0,11 et une inclinaison de 13,5° par rapport à l'écliptique.

## Compléments